# Буторов, Константин Леонидович
Константи́н Леони́дович Бу́торов (1922—1997) — советский художник-график, заслуженный работник культуры Карельской АССР (1970).

## Биография
Окончил изостудию Дома народного творчества в г. Петрозаводске (ученик художника В. Н. Попова).
В годы Великой Отечественной войны работал в Карелфинтаге, главным художником его «Окон».
После войны — заместитель председателя Карельского отделения Союза художников Карельской АССР.
Член КПСС с 1952 г. В 1953 г. — депутат Петрозаводского окружного Совета депутатов трудящихся.
Произведения К. Л. Буторова хранятся в Национальном музее Республики Карелия, Музее изобразительных искусств Республики Карелия, музее-заповеднике «Кижи».

## Выставки
- Всесоюзные (1943, 1946, 1947, 1957)
- Всероссийские (1957, 1961, 1968, 1974)
- Карельских художников в Москве (1952, 1959, 1971), в Германской Демократической Республике (Нойбранденбург ― 1977, 1983, 1985), в Финляндии (Варкаус ― 1976)
- Персональные: Петрозаводск (1982, 1987),

## Основные произведения
- Сатирические плакаты (1941—1945)
- Возвращение (1946)
- Будущие капитаны (1952)
- На озере Сандал (1953)
- Белая ночь (1955)
- Проводила (1958)
- Северная деревня (1956)
- Избач (1958)
- Кижское восстание (1959)
- Маруся — полевод (1955)
- Сельский киномеханик (1963)
- Голубые лодки (1963)
- У переправы (1967)
- Сяргилахта (1968)
- В краю деревянного зодчества (1972)
- Карельские березки (1973)
- На Лоухском направлении (1975)
- Терики, где родился Петровский народный хор (1975)
- Сплавная река отдыхает (1977)
- На Севере (1979)
- Тишина (1982)
- Первая зелень (1983)

## Награды
- Заслуженный работник культуры КАССР (1970).